# BICh-14
 (juillet 2019).
 (juillet 2019).
Le contenu est difficilement compréhensible vu les erreurs de traduction, qui sont peut-être dues à l'utilisation d'un logiciel de traduction automatique.

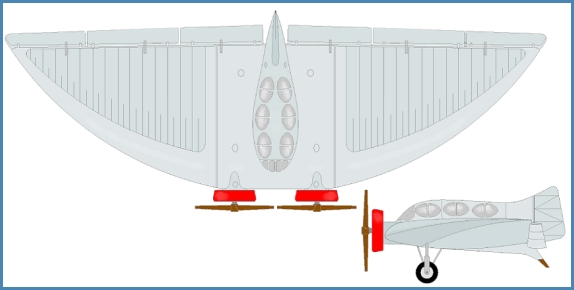
Dessin d'un BICh-1.4

Le BICh-14 est un avion de transport léger expérimental, construit en 1934 sur le schéma de l'aile volante, par l'ingénieur soviétique Boris Tcheranouvsky.

## Développement
À la suite de tests en soufflerie du modèle BICh-10, le projet est légèrement modifié. Le nouvel avion est nommé BICh-14 et est construit en 1934 à l'usine V.R. Menzhinsky. À la fin de 1934, le pilote Julian Piontkovsky fait ses premiers vols.

## Style
L'avion est en bois et a un revêtement en lin. La cabine de cinq places est construite en duralumin et passe en douceur dans le plumage vertical[pas clair]. Les anneaux de Townend[Quoi ?] sont installés sur les moteurs pour réduire la traînée frontale. Les volets et les gouvernes de direction sont presque symétriques.

## Essais
En 1936, l'avion est transféré à l'Institut de recherche de la Force aérienne pour y être testé. Il est testé par les pilotes P.M. Stefanovsky, M.A. Nykhtikov, I.F. Petrov. Il est observé un manque de stabilité et de maniabilité de l'avion, caractéristiques de vol à basse durée[pas clair]. Les volets et les gouvernes de direction de la hauteur sont inefficaces, nécessitant une dépense importante du guidon pour atterrir. Le volant, qui se trouvait à l'extérieur de la zone de soufflage des vis, avait une faible efficacité.[pas clair] Les essais se poursuivent jusqu'en 1937. Selon leurs résultats, l'avion a été jugé infructueux. 

## Caractéristiques
- Envergure : 16,20 m
- Longueur : 6 m
- Surface de l'aile : 60 m²
- Masse 
  - Avion vide : 1285 kg
  - Au décollage : 1900 kg (maximum)
- Moteurs : 2 PD M-11
- Puissance : 2 x 100 hP
- Vitesse maximale : 220 km/h
- Vitesse de croisière : 190 km/h
- Équipage : 1
- La charge utile peut atteindre 4 passagers